# Vairaatea
Vairaatea és un atol de les Tuamotu, a la Polinèsia Francesa. Administrativament és una comuna associada a la comuna de Nukutavake, atol del qual es troba a 41 km a l'est. Està situat a 180 km al sud-est d'Hao.

## Geografia
L'atol està format per dos illots, amb un pas navegable a la llacuna interior. La superfície total és de 3 km².
La vila principal és Ahurua, i la població total era de 57 habitants al cens del 2012.

## Història
Va ser descobert per Pedro Fernández de Quirós, el 1606, que el va anomenar San Miguel Arcángel. Altres noms històrics són: Lord Egmont i Industriel.